# West Whelpington
West Whelpington var en civil parish 1866–1958 när det uppgick i Kirkwhelpington, i grevskapet Northumberland i England. Civil parish var belägen 20 km från Corbridge och hade 52 invånare år 1951.